# Dragana (bướm đêm)
Dragana  là một chi bướm đêm thuộc họ Noctuidae.